# Косьцелець (Куявсько-Поморське воєводство)
Косьцелець (пол. Kościelec, нім. Rabenburg) — село в Польщі, у гміні Пакосць Іновроцлавського повіту Куявсько-Поморського воєводства.
Населення — 706 осіб (2011).
У 1975—1998 роках село належало до Бидгощського воєводства.

## Демографія
Демографічна структура станом на 31 березня 2011 року:
|          | Загалом | Допрацездатний вік | Працездатний вік | Постпрацездатний вік |
| -------- | ------- | ------------------ | ---------------- | -------------------- |
| Чоловіки | 340     | 74                 | 236              | 30                   |
| Жінки    | 366     | 67                 | 229              | 70                   |
| Разом    | 706     | 141                | 465              | 100                  |